# Ibigawa (Gifu)
Ibigawa (揖斐川町 Ibigawa-chō?) es un pueblo localizado en la prefectura de Gifu, Japón. En octubre de 2019 tenía una población estimada de 19.875 habitantes y una densidad de población de 24,7 personas por km². Su área total es de 803,44 km².

## Geografía

### Localidades circundantes
- Prefectura de Gifu
  - Ikeda
  - Motosu
  - Ōno
  - Sekigahara
  - Tarui
- Prefectura de Fukui
  - Ikeda
  - Minamiechizen
  - Ōno
- Prefectura de Shiga
  - Maibara
  - Nagahama

## Demografía
Según los datos del censo japonés, esta es la población de Ibigawa en los últimos años.
| 1995   | 2000   | 2005   | 2010   | 2015   |
| ------ | ------ | ------ | ------ | ------ |
| 28.368 | 27.453 | 26.192 | 23.784 | 21.503 |